# Diego Cayupil
Diego Eduardo Cayupil Saravia (Nueva Imperial, Chile, 5 de marzo de 1998) es un futbolista profesional chileno que se desempeña como Defensa.

## Trayectoria
Oriundo de Nueva Imperial, comenzó su formación en las divisiones inferiores de Colo-Colo, donde tras 5 años, se le comunicó que no tendría opciones de jugar, por lo que fue liberado y regresó a la Región de la Araucanía, para formar parte del plantel de Deportes Temuco.
En marzo de 2018, fue nominado por el entrenador de la Selección chilena Reinaldo Rueda para el primer microciclo de jugadores locales, con vista a la Copa América 2019.
Tras no contar con regularidad con Dalcio Giovagnoli, Miguel Ponce, Hugo Vilches y Patricio Lira, fue cedido a préstamo a Deportes Recoleta para las temporada 2020 y 2021, en la última saliendo campeón de la Segunda División chilena.
Tras quedar libre del conjunto albiverde, en febrero de 2022 es anunciado como nuevo jugador de Iberia de la Segunda División.

## Clubes
| Club                         | País  | Año       |
| ---------------------------- | ----- | --------- |
| Deportes Temuco              | Chile | 2016-2021 |
| → Deportes Recoleta (cedido) | Chile | 2020-2021 |
| Iberia                       | Chile | 2022      |

## Palmarés

### Campeonatos nacionales
| Título           | Equipo            | País  | Año  |
| ---------------- | ----------------- | ----- | ---- |
| Segunda División | Deportes Recoleta | Chile | 2021 |